# SN 2003jd
SN 2003jd – supernowa typu Ic-pec odkryta 30 października 2003 roku w galaktyce M-01-59-21. Jej maksymalna jasność wynosiła 16,34m.